# داگلاس بی-۲۳ دراگون
داگلاس بی-۲۳ دراگون (به انگلیسی: Douglas B-23 Dragon) یک هواپیمای ساختِ کارخانهٔ شرکت هواپیماسازی داگلاس در کشور ایالات متحده آمریکا است. نخستین استفاده‌کنندهٔ این هواپیما تفنگداران هوایی ارتش ایالات متحده آمریکا بوده‌است. این هواپیما برای نخستین بار در ۲۷ ژوئیه ۱۹۳۹ میلادی مورد استفاده قرار گرفت.